# Enicospilus sakaguchii
Enicospilus sakaguchii là một loài tò vò trong họ Ichneumonidae.